# Lanxess Arena
La Lanxess Arena (anciennement connue sous le nom de Kölnarena) est une salle omnisports située à Cologne dans le Land de Rhénanie-du-Nord-Westphalie en Allemagne. La salle est principalement utilisée pour les rencontres de hockey sur glace, de handball, de basket-ball et pour les concerts.
C'est la patinoire des Kölner Haie du Championnat d'Allemagne de hockey sur glace depuis 1998 et le domicile du VfL Gummersbach du Championnat d'Allemagne de handball depuis 2001. Parfois, c'est le parquet des Cologne 99ers de la Basketball-Bundesliga. La Lanxess Arena est l'un des plus grands arénas d'Europe, et a une capacité de 18 500 places pour le hockey sur glace, 19 500 pour le handball et plus de 20 000 pour les concerts.
La salle accueille aussi le Final Four de la Ligue des champions masculine de l'EHF depuis 2010.
Surnommée "La Cathédrale de Counter-Strike" par les joueurs du même jeu, la Lanxess Arena accueille chaque année le tournoi le plus important de CS:GO puis CS2 hors Majors, avec l'IEM Cologne.

## Histoire
L'aréna a coûté 153 millions d'euros pour sa construction.
Le 2 juin 2008, il a été annoncé que la salle sera rebaptisée Lanxess Arena après que la société Lanxess AG eut acheté les droits d'appellation pour dix ans.

## Événements
- Championnat du monde de hockey sur glace 2001
- Supercoupe d'Europe masculine de handball, 2006
- NBA Europe Live Tour 2006 (Tournoi de Cologne), 10 et 11 octobre 2006
- Championnat du monde masculin de handball 2007
- Concert de Tina Turner (Tina: Live in Concert Tour), 14-19 janvier 2009
- UFC 99: The Comeback, 13 juin 2009
- Concert de Muse (The Resistance Tour), 16 novembre 2009
- Concerts de Paul McCartney, 16 et 17 décembre 2009
- Finale de la Coupe de l'EHF masculine 2008-2009
- Championnat du monde de hockey sur glace 2010
- Final Four de la Ligue des champions masculine de l'EHF en 2010, 2011, 2012, 2013, 2014, 2015, 2016, 2017, 2018, 2019, 2020, 2021, 2022, 2023...
- Concert de Linkin Park, 27 octobre 2010
- Concert de Rihanna, 8 octobre 2011
- Concert de Britney Spears, Femme Fatale Tour 18 octobre 2011
- Concert de Tokio Hotel, 8 décembre 2005, 26 mars 2006 et 14 mai 2007
- Concert de Madonna, The MDNA Tour, le 10 juillet 2012
- Concert de Lady Gaga, The Born This Way Ball Tour, les 4 et 5 septembre 2012
- ESL One Cologne (en) en 2014, 2015, 2016, 2017, 2018 et 2019
- Concert de Madonna, Rebel Heart Tour, les 4 et 5 novembre 2015
- Bruno Mars 10 avril 2017
- Concerts de Phil Collins les 11, 12, 14, 15 et 16 juin 2017
- Concert de Tini Stoessel  (2017) Got Me Started Tour
- Concert de Nicki Minaj, The Nicki Wrld Tour, le 29 mars 2019
- Concert de Billie Eilish, Happier Than Ever, The World Tour le 21 juin 2022
- Concert de Madonna, The Celebration Tour, les 15 et 16 novembre 2023
- Championnat d'Europe masculin de handball 2024
- Concert de Olivia Rodrigo, Guts World Tour, le 12 Juin 2024

## Galerie

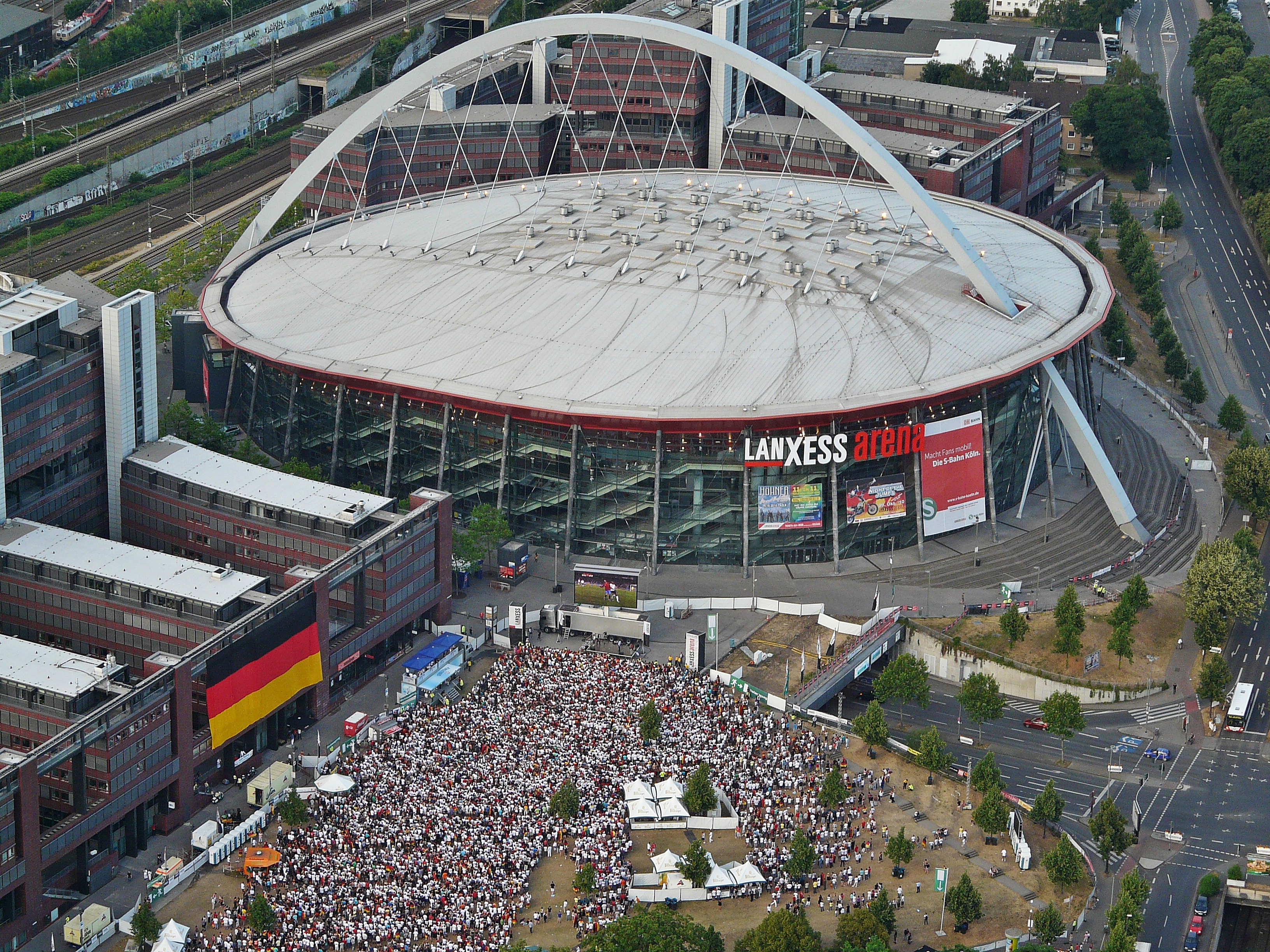
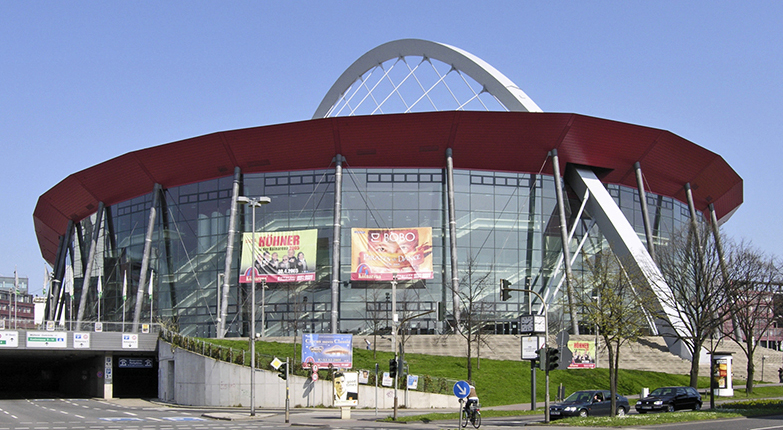
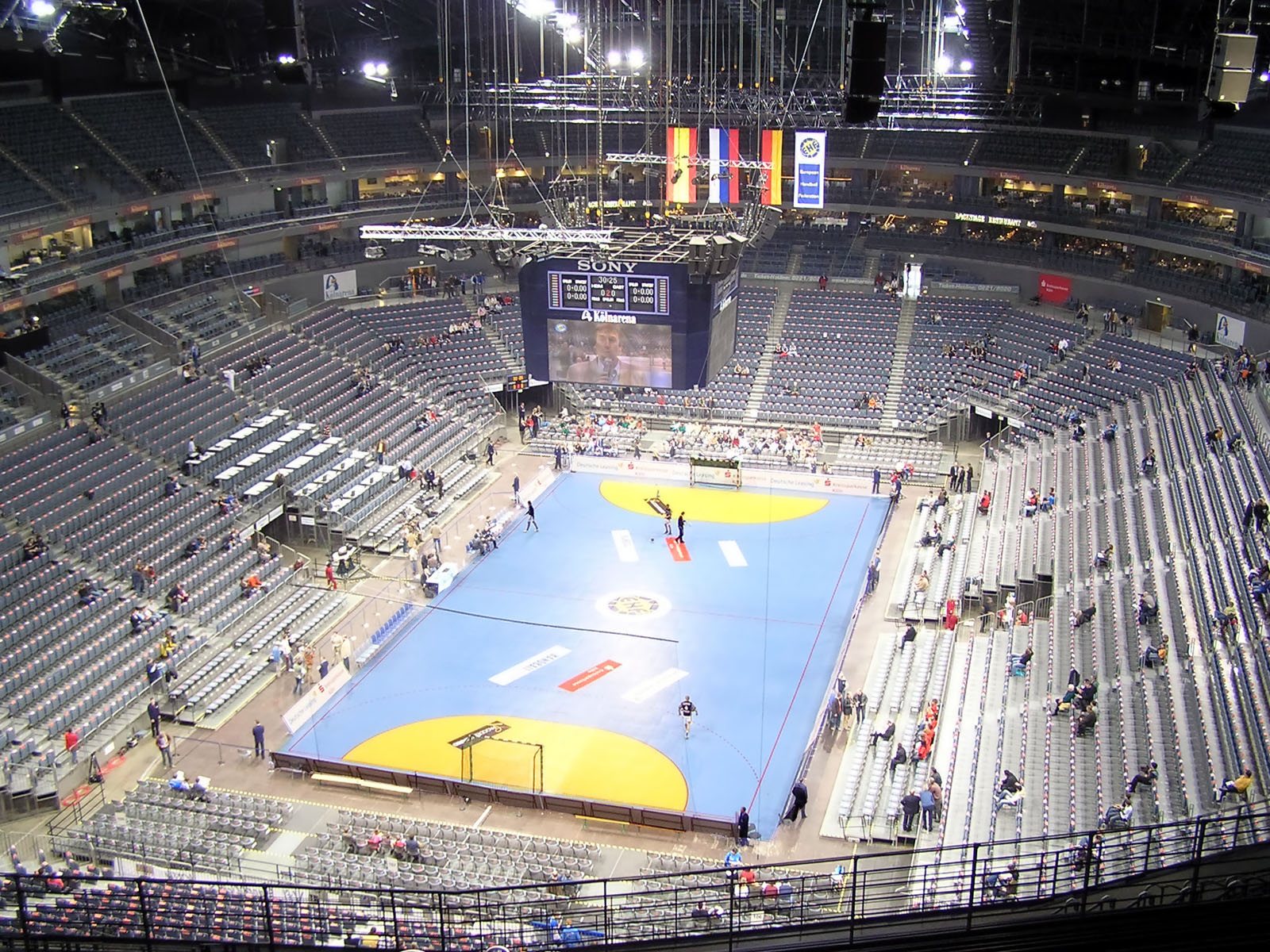
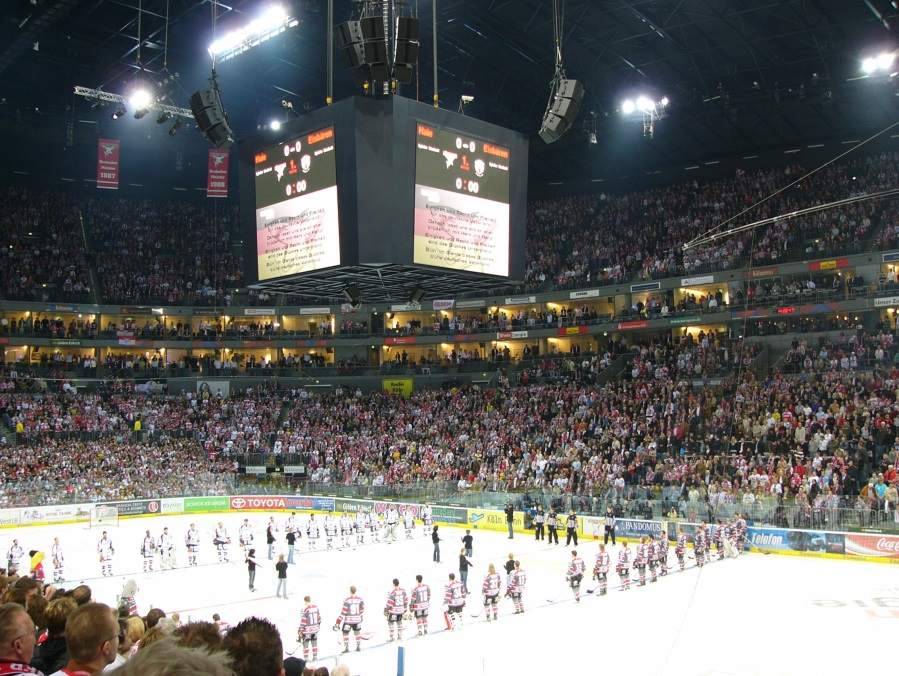